# I Wish It Could Be Christmas Everyday
"I Wish It Could Be Christmas Everyday" är en julsång, skriven av Roy Wood och inspelad av brittiska bandet Wizzard.

## Listplaceringar
| Lista (1973-1974) | Topplacering |
| ----------------- | ------------ |
| Storbritannien    | 4            |

### Fotnoter
1. ↑  Listplacering, 1973-1974, läst 25 december 2013